# 沙邦鎮區 (北達科他州麥肯齊縣)
沙邦鎮區（英語：Charbon Township）是位於美國北達科他州麥肯齊縣的一個鎮區。

## 地方資料
沙邦鎮區的面積為92.82平方千米，當中陸地面積為92.86平方千米，而水域面積為0.16平方千米。根據2020年美國人口普查的數據，當地共有人口45人，而人口密度為每平方千米0.48人。